# Liste der FFH-Gebiete in der Stadt Regensburg
Die Liste der FFH-Gebiete in der Stadt Regensburg zeigt die FFH-Gebiete der Oberpfälzer Stadt Regensburg in Bayern. Teilweise überschneiden sie sich mit bestehenden Natur-, Landschaftsschutz- und EU-Vogelschutzgebieten.
In der Stadt befinden sich drei und zum Teil mit anderen Landkreisen überlappende FFH-Gebiete.
| Chamb, Regentalaue und Regen zwischen Roding und Donaumündung    |  | 6741-371 WDPA: 555521700 | Landkreis Schwandorf, Landkreis Regensburg, Landkreis Cham | auch in Regensburg           | ⊙ | 3.193,53 |  |
| Naab unterhalb Schwarzenfeld und Donau von Poikam bis Regensburg |  | 6937-371 WDPA: 555521761 | Regensburg, Landkreis Regensburg, Landkreis Kelheim        | auch in Landkreis Schwandorf | ⊙ | 1.114,77 |  |
| Trockenhänge bei Regensburg                                      |  | 6938-301 WDPA: 555521762 | Landkreis Regensburg, Regensburg, Landkreis Kelheim        |                              | ⊙ | 377,00   |  |
| Legende für Fauna-Flora-Habitat                                  |  |                          |                                                            |                              |   |          |  |